# Траоре, Стив
Стив Уорен Траоре (фр. Steve Waren Traoré; род. 18 февраля 1998, Париж) — французский футболист ивуарийского и бенинского происхождения, нападающий софийского «Локомотива» и национальной сборной Бенина.

## Карьера

### Начало карьеры
Футбольную карьеру начинал во второй команде французского клуба «Клермон». Свой дебютный матч сыграл 7 мая 2016 года против клуба «Понтарлье». В июле 2018 года футболист перешёл в клуб «Бурж Фут 18». Дебютировал за клуб 24 ноября 2018 года в матче против клуба «Шартр B». Провёл за клуб 9 матчей в Насьонале 3 и по окончании сезона покинул клуб.

### «Кретей»
В июле 2019 года футболист присоединился к французскому клубу «Кретей», где отправился в распоряжение второй команды. Дебютировал за команду 17 августа 2019 года в матче против клуба «Лез-Юлис». За основную команду клуба дебютировал 4 октября 2019 года в матче против клуба «Бурк-ан-Брес — Перонна», выйдя на замену на 54 минуте. На следующий день 5 октября 2019 года забил свой дебютный год за резервную команду в матче против клуба «Обервилье». Всего за клуб за 2 сезона провёл 20 матчей за резервную команду, за которую отличился забитым голом, и 3 матча за основную команду.

### «Сент-Женевьев»
В июле 2021 года перешёл в французский клуб «Сент-Женевьев». Дебютировал за клуб 9 октября 2021 года в матче против клуба «Флери 91», выйдя на замену на 67 минуте. Дебютными голами за клуб отличился 11 декабря 2021 года в матче против клуба «Эпиналь», отличившись дублем. Футболист быстро закрепился в основной команде клуба, став одним из ключевых игроков стартового состава. По окончании сезона в активе футболиста было 3 забитых гола.

### «Берое»
В июле 2022 года футболист присоединился к болгарскому клубу «Берое». Дебютировал за клуб 11 июля 2022 года в матче против врацанского «Ботева», выйдя на поле в стартовом составе и на 21 минуте забил свой дебютный гол. Футболист быстро закрепился в основной команде клуба, став одним из ключевых игроков. В январе 2023 года покинул клуб, расторгнув контракт по соглашению сторон. Всего за клуб в 18 матчах отличился 3 забитыми голами и результативной передачей.

### «Шахтёр» Солигорск
В марте 2023 года футболист находился в распоряжении белорусского «Шахтёра». По сообщениям источников, солигорский клуб не мог заключить с футболистом контракт из-за запрета на регистрацию новых игроков до погашения долгов перед футболистами. В конце марта 2023 года футболист присоединился к солигорскому клубу. Дебютировал за клуб 15 апреля 2023 года в матче против «Гомеля», выйдя на замену на 73 минуте. В июле 2023 года футболист покинул белорусский клуб, расторгнув контракт по соглашению сторон.

### «Локомотив» София
В июле 2023 года футболист перешёл в софийский «Локомотив», с которым заключил двухлетний контракт. Дебютировал за клуб футболист 23 июля 2023 года в матче против плодивского «Локомотива», выйдя на замену на 66 минуте. Дебютный гол за клуб футболист забил 16 сентября 2023 года в матче против софийской «Славии». В матче 28 апреля 2024 года против клуба «Хебыр» футболист отличился забитым дублем.

## Международная карьера
Помимо французского гражданства, футболист имеет также ивуарийское и бенинское гражданство по отцовской и материнской линии соответственно. В октябре 2023 года футболист получил вызов в национальную сборную Бенина. Дебютировал за сборную 14 октября 2023 года в товарищеском матче против сборной Сьерра-Леоне.